# 작전서운동
작전서운동(鵲田瑞雲洞)은 인천광역시 계양구의 행정동이다. 1998년 10월 31일 행정구역변경으로 인해 서운동과 작전3동이 작전서운동으로 통합되어 도농복합지역로서 농촌풍경과 도시의 경관을 겸비하고 있다. 수도 서울을 연결하는 경인고속도로, 산업도로 및 부평과 계산동을 연결하는 부흥로의 양호한 도로망으로 수송 중심 지이며, 주거 및 농공상업 지역의 복합적인 도시 기능을 보유하고 있다. 대단위아파트 지역, 농업지구지역, 상업지구지역, 중소기업체가 위치해 있는 경공업 지역으로 구성되어 있는 복합적인 지역이다.

## 교육
- 인천계수중학교
- 인천작동초등학교
- 인천서운초등학교
- 서운고등학교
- 서운중학교

## 아파트
| 까치마을 태화한진       |
| 도두리마을 동남롯데대동 |
| 도두리마을 대동         |

## 주요 도로
- 경인고속도로
- 수도권제1순환고속도로
- 봉오대로
- 아나지로
- 서부간선로
- 오조산로
- 장제로
- 서운로
- 도두리로
- 계양문화로
- 서운산업로
- 효서로
- 까치말로